# Hyazinth Graf Strachwitz

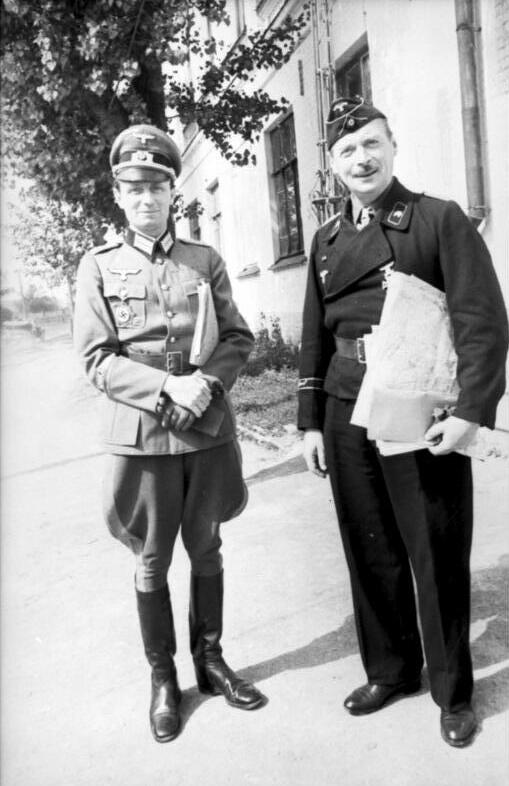
Hyazinth Graf Strachwitz (rechts) 1943

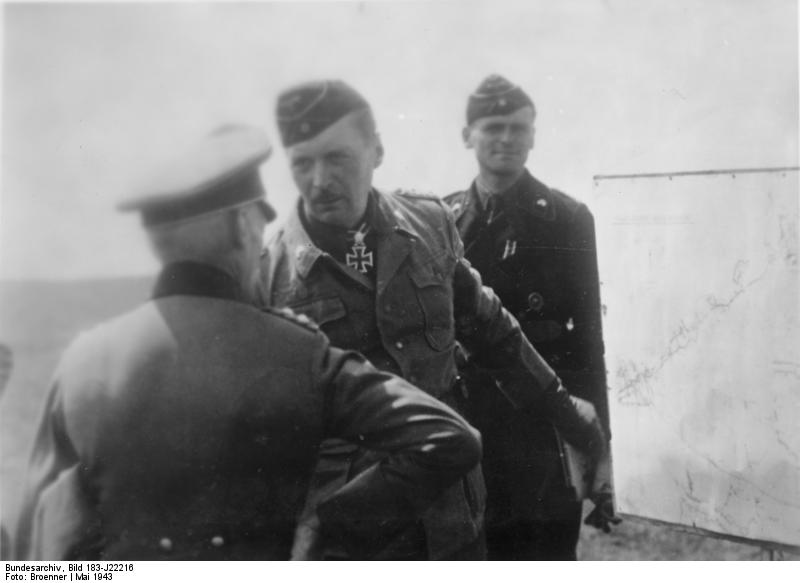
Hyazinth Graf Strachwitz, Mitte, links mit dem Rücken zum Betrachter Gen. Oberst Hermann Hoth, OB 4. Pz. Armee

Hyazinth Graf Strachwitz von Groß-Zauche und Camminetz (* 30. Juli 1893 in Groß Stein; † 25. April 1968 in Trostberg) war ein deutscher Generalleutnant und Panzerkommandeur in der Wehrmacht sowie Führer eines nach ihm benannten Freikorps im Selbstschutz Oberschlesien während der Aufstände in Oberschlesien 1921. Er trug im Zweiten Weltkrieg den Beinamen „Der Panzergraf“.

## Herkunft
Die Strachwitz sind ein altes Adelsgeschlecht und gehörten zu den vermögendsten Land- und Forstbesitzern Schlesiens. Seine Eltern waren der Landschaftsdirektor und Bailli des souveränen Malteserordens, Mitglied des Preußischen Herrenhauses, Graf Hyacinth von Strachwitz (* 21. November 1864; † 28. April 1942) und dessen Ehefrau Aloysia von Matuschka (* 22. August 1872; † 26. Januar 1940).

## Familie
Hyazinth war in erster Ehe mit Alexandrine Freiin Saurma von der Jeltsch (1896–1946) verheiratet. Am 30. Juli 1947 heiratete er seine zweite Frau Nora von Stumm (1916–2004).
Kinder aus der ersten Ehe:
- Hyazinth (1920–2002)
- Alexandrine (* 1921)
- Hubertus (1925–1945)

Kinder aus der zweiten Ehe:
- Sylvia (1951–1993)
- Johannes (* 1952)
- Antonius (* 1955)
- Joséphine (* 1960)

## Leben

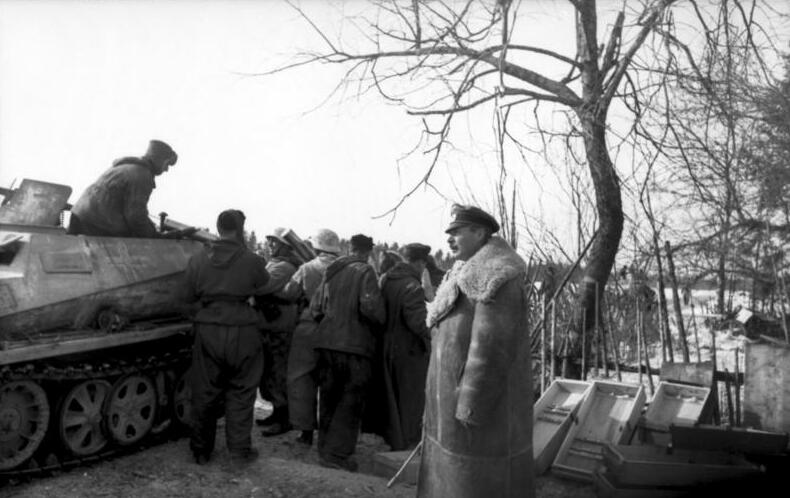
Graf Strachwitz während der Schlacht um den Brückenkopf von Narva Anfang 1944

Seine Kadettenzeit in Lichterfelde absolvierte Strachwitz mit Manfred von Richthofen und Hans von Aulock. Beim Regiment Garde du Corps in Potsdam wurde er Leutnant.
Nach dem Ausbruch des Ersten Weltkrieges ritt er mit seinem Regiment in Frankreich ein. Nach einem abenteuerlichen Spähunternehmen wurde er kurz vor Paris gefangen genommen und am 14. Oktober 1914 zu Zwangsarbeit in Cayenne verurteilt. Die Überführung kam jedoch nicht zustande; er wurde über Lyon und Montpellier ins Zuchthaus der Île de Ré gebracht. Im Zuchthaus von Carcassonne fand ihn eine Schweizer Ärztekommission vom Internationalen Komitee vom Roten Kreuz apathisch und abgemagert vor. Daraufhin wurde er in die Schweiz überstellt und 1918 nach Deutschland entlassen.
Während der Oberschlesischen Aufstände organisierte Strachwitz als Freikorpsführer den Selbstschutz Oberschlesien (SSOS). Im Mai 1921 zeichnete er sich in der erfolgreichen Schlacht um den Annaberg aus. Daraufhin wurde von den polnischen Freischärlern ein Kopfgeld auf ihn ausgesetzt.

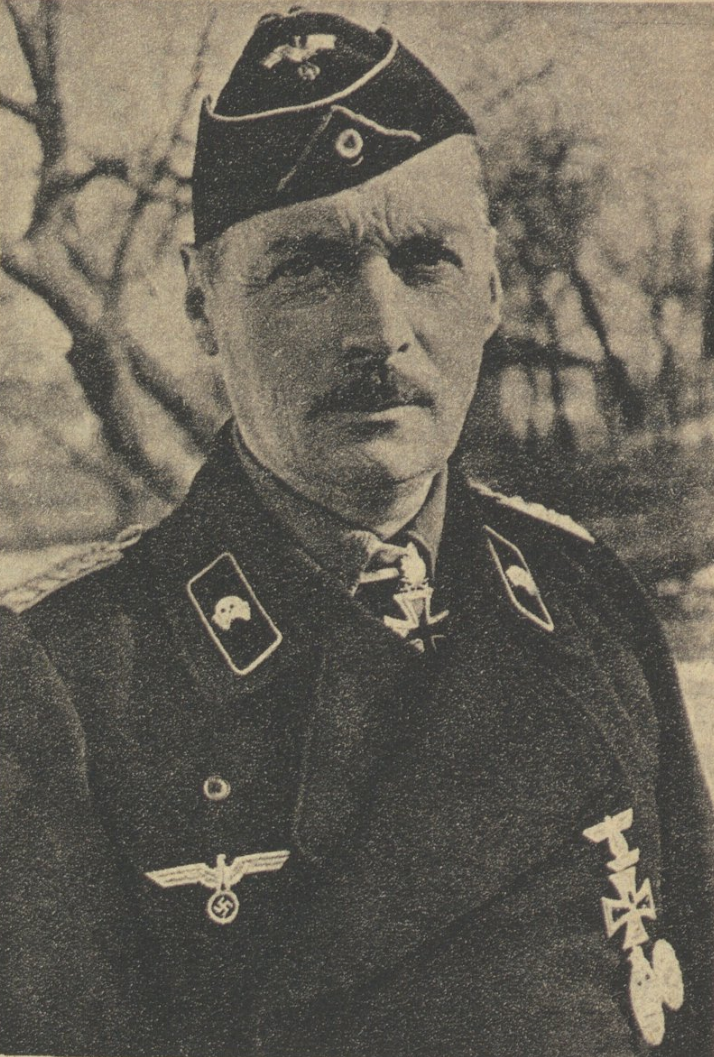
Graf Strachwitz als Oberst (1944)

Nach der Niederschlagung des polnischen Aufstandes gehörte er als Rittmeister der Reserve dem Reiter-Regiment 7 in Breslau an. Im Jahr 1935 bat Strachwitz um Übernahme in die Panzertruppe, die von den Generalen Lutz und Guderian aufgebaut worden war. Beim Panzer-Regiment 2 der 1. Thüringischen Panzer-Division in Eisenach leistete er fortan seine Reserveübungen ab.
Im Jahre 1931 trat er der NSDAP (Mitgliedsnummer 1.405.652) und Anfang Dezember 1932 der SS (Mitgliedsnr. 82.857) bei. In der SS stieg er 1943 bis zum SS-Standartenführer auf und gehörte dem Persönlichen Stab des Reichsführers SS an.
Im Zweiten Weltkrieg nahm er als Divisions-Nachschuboffizier am Überfall auf Polen und am Westfeldzug teil und bekam dafür als erster Offizier seines Regiments die Spange zum Eisernen Kreuz I. Klasse.
Nach dem Krieg gegen Frankreich 1940 wurde der zum Major der Reserve beförderte Graf Strachwitz zur 16. Panzer-Division, die Generalmajor Hube führte, versetzt. Die Einheit war in Rumänien stationiert, wo sie als Lehrdivision für eine rumänische Armee verwendet wurde.
Zu Beginn des Unternehmens Barbarossa, dem Anfang des von Hitler befohlenen Krieges gegen die Sowjetunion, griff Major Strachwitz am 22. Juni 1941 hinter der Demarkationslinie an und zeichnete sich bei der sich anschließenden Schlacht von Dubno-Luzk-Riwne und in der Kesselschlacht von Uman aus. Dafür erhielt er am 28. August 1941 das Ritterkreuz des Eisernen Kreuzes.
Am 17. November 1942 erhielt er das Eichenlaub zum Ritterkreuz. Bereits zum Oberstleutnant befördert, gehörte Strachwitz mit seiner Panzerbesatzung beim Angriff auf Stalingrad zu den ersten deutschen Soldaten, die das Ufer der Wolga nördlich von Stalingrad erreichten. Der Oberst der Reserve erhielt als erster Regimentskommandeur am 15. Januar 1943 das Panzerregiment "Grossdeutschland", zur Bewährung und zur Probe. Nach der dritten Schlacht bei Charkow,  bei der sein Regiment mehrere feindliche Panzer abgeschossen haben soll, erhielt er am 28. März 1943 die Schwerter zum Ritterkreuz.

Am 1. April 1944 wurde Strachwitz zum Generalmajor befördert, wieder aktiviert und zum Kommandeur der 1. Panzer-Division ernannt, wenig später zum Höheren Panzerführer der Heeresgruppe Nord mit drei Panzerdivisionen und einer Panzerjagdbrigade. Am 15. April 1944 erhielt er die Brillanten zum Ritterkreuz. Am 1. Januar 1945 stieg er im Zuge der fünften Beförderung seit Kriegsbeginn zum Generalleutnant auf und war damit der ranghöchste Reserveoffizier der gesamten Wehrmacht.

## Widerstand
Ob Strachwitz im Frühjahr 1943 zum militärischen Widerstand stieß, wie Hoffmann behauptet, ist zweifelhaft. Am 8. Februar soll er mit Generalmajor Hans Speidel und General der Gebirgstruppe Hubert Lanz zusammengetroffen und einen Plan erarbeitet haben, Hitler bei einem bevorstehenden Frontbesuch in Poltawa zu verhaften oder – bei Gegenwehr – zu töten. Entsprechende, zudem widersprüchliche Angaben sind lediglich von den Beteiligten selbst und auch erst nach Kriegsende gemacht worden. Zur Tat konnte es auch nicht kommen, da Hitler seine Reisepläne geändert hatte.

## Nach der Kapitulation
Nach der bedingungslosen Kapitulation der Wehrmacht entließ Strachwitz seine Truppe und befahl ihr, sich nach Westen abzusetzen. Er selbst schlug sich durch das von tschechischen Partisanen unsicher gemachte Sudetenland bis nach Velden durch, wo er von den Amerikanern gefangen genommen wurde. Seine Frau wurde während der Gefangenschaft von einem Armeefahrzeug überfahren, sein jüngster Sohn fiel im Krieg, der älteste Sohn war ans Bett gefesselt (man hielt ihn schon für tot), und seine Tochter wurde Nachrichtenhelferin. Nach der Kriegsgefangenschaft wurde er in Syrien Berater des Staatspräsidenten für Forst- und Landwirtschaft und baute die Armee des Landes auf. Nach dem Sturz von Husni az-Za'im setzte sich Strachwitz mit seiner zweiten Frau in den Libanon ab. Im Juni 1949 traf er in Italien ein, wo er bei Livorno ein Weingut bewirtschaftete. Im Herbst 1951 kehrte er nach Deutschland zurück, wo er das „Oberschlesische Hilfswerk“ gründete. Er bekam mit seiner zweiten Frau zwei Mädchen und zwei Jungen. Schließlich verstarb Hyazinth Graf Strachwitz am 25. April 1968. Offiziere der Bundeswehr hielten am Sarg die letzte Wache.

## Auszeichnungen
- Ehrenritter des Malteserordens[3]
- Eisernes Kreuz (1914) II. und I. Klasse
- Schlesischer Adler II. und I. Klasse
- Spange zum Eisernen Kreuz II. und I. Klasse
- Panzerkampfabzeichen 5. Stufe mit Einsatzzahl "100"
- Verwundetenabzeichen (1939) in Gold
- Ritterkreuz des Eisernen Kreuzes mit Eichenlaub, Schwertern und Brillanten[11]
  - Ritterkreuz am 25. August 1941.
  - Eichenlaub am 13. November 1942 (144. Verleihung) als Oberstleutnant der Reserve und Kommandeur der I./Panzer-Regiment 2
  - Schwerter am 28. März 1943 (27. Verleihung) als Oberst der Reserve und Kommandeur des Panzer-Regiments Großdeutschland
  - Brillanten am 15. April 1944 (11. Verleihung)
- Deutsches Kreuz in Gold am 29. Mai 1943[11]
- mehrmalige Nennung im Wehrmachtbericht

Quelle:

### Genealogie
- Gothaisches Genealogisches Taschenbuch der Gräflichen Häuser. 1942. Jg. 115. Zugleich Adelsmatrikel der Deutschen Adelsgenossenschaft, Justus Perthes, Gotha 1941, S. 545 ff.
- Hans Friedrich von Ehrenkrook, Jürgen von Flotow: Genealogisches Handbuch der Gräflichen Häuser 1952, Band I, Band 2 der Gesamtreihe GHdA, C. A. Starke, Glücksburg/Ostsee, S. 434 ff. ISSN 0435-2408
- Genealogisches Handbuch des Adels, (GHdA), Gräfliche Häuser Band XIV, Band 146 der Gesamtreihe GHdA, Limburg an der Lahn 2009, S. 499–502. ISBN 978-3-7980-0846-5